# Schlacht bei Ankara
In der Schlacht bei Ankara, auch Schlacht von Angora (türkisch Ankara Muharebesi), vom 20. Juli 1402 besiegte die vom zentralasiatischen Fürsten Timur (Tamerlan) geführte turko-mongolische Armee die des osmanischen Sultans Bayezid I. In dieser Schlacht wurde den osmanischen Truppen eine der schwersten Niederlagen der Geschichte zugefügt. Dabei geriet Bayezid in Gefangenschaft, wo er 1403 starb. Das Osmanenreich zerfiel in der Folge des Herrschaftsstreites der vier Söhne Bayezids und wurde erst wieder nach einem Jahrzehnt ständiger Kämpfe geeint.

## Vorgeschichte
Bayezid, der 1396 in der Schlacht bei Nikopolis ein großes christliches Heer vernichtet und das Osmanische Reich als Großmacht etabliert hatte, hatte in den Jahren zuvor die turkmenischen Beyliks in Anatolien nach und nach unterworfen, doch ein Teil von ihnen floh an den Hof Timurs.
Bayezid seinerseits schützte Timurs Feinde, die Qara Qoyunlu („Schwarze Hammel“) sowie Dschalairidenherrscher. Im August 1400 besetzte Timur Sivas in Zentralanatolien, Bayezid setzte daraufhin den Herrscher von Erzincan in Ostanatolien gefangen. Damit war der Krieg unausweichlich.
Der Militärhistoriker David Nicolle weist auf die Bedeutung der Veränderungen in der osmanischen Armee für die in der Schlacht gewählte bzw. notwendig gewordene Taktik hin:

„Während Timurs Armee noch immer eine höchst mobile türkisch-mongolische Truppe war, gab es in der Armee der Osmanen bereits große Infanterieeinheiten, die… eine zentrale militärische Rolle spielten. Bayezits Männer mußten daher weite Märsche auf sich nehmen…“

Ein ähnlicher Unterschied zwischen den Gegnern hatte schon 160 Jahre zuvor den Ausgang der Schlacht vom Köse Dağ (1243) beeinflusst.

## Schlachtverlauf
Am 20. Juli 1402 trafen die Armeen auf der Ebene von Çubuk, nördlich von Ankara, zusammen. Bayezid war zu diesem Zeitpunkt schon fast blind. Tausende von Soldaten waren verdurstet, noch ehe sie das Schlachtfeld erreichten, weil alle Brunnen weit und breit zerstört waren. Die Anzahl der Kämpfer auf beiden Seiten ist in der Geschichtswissenschaft umstritten, die Zahlenangaben zeitgenössischer Chronisten gelten als stark übertrieben. Diese (vermutlichen) Übertreibungen früherer Chronisten sprechen von 200.000 Türken gegen 400.000 Mongolen. Moderne Autoren gehen meist von 60.000 bis 90.000 Osmanen und 120.000 bis 140.000 Mongolen aus. Nach dem erschöpfenden Marsch waren aber auf osmanischer Seite wohl nur noch 25.000 Mann, darunter 5.000 Janitscharen und die vorwiegend berittenen Truppen des serbischen Verbündeten Stefan Lazarević, voll kampffähig. Timurs Truppen wiederum waren zwar zahlenmäßig überlegen und umfassten sogar Kriegselefanten, aber die Kampfkraft seiner multi-ethnischen Truppe beruhte primär auf der mongolischen Reiterei, die nur einen Bruchteil des Heeres ausmachte. Beide Heere waren insofern ursprünglich etwa gleich stark.
Timur griff die Osmanen auf beiden Flanken an, doch konnte zunächst keine Seite die Oberhand gewinnen. Bayezids turkmenische Vasallen liefen jedoch während des Kampfes zu den Mongolen über und entschieden damit die Schlacht zu Timurs Gunsten. Die Osmanen erlitten schwere Verluste.
Nach beinahe zwanzigstündigem Kampf gaben auch die serbischen Panzerreiter des Sultans, denen Nicolle bescheinigt, dass sie sich „durch Geschick und Entschlossenheit“ auszeichneten, auf und flohen. Auch ihr Kommandeur, Stefan Lazarević, entkam vom Schlachtfeld. Bayezid kämpfte persönlich weiter, um den Rückzug seiner Söhne zu decken, und wurde schließlich gefangen genommen. Timur wiederum wurde spätestens durch diesen Sieg über die gefürchteten Osmanen auch in Europa berühmt. Drei der Söhne des Sultans konnten entkommen, während ein vierter Sohn mit ihm gefangen genommen wurde. Ein weiterer Sohn fiel in der Schlacht.

## Folgen der Schlacht

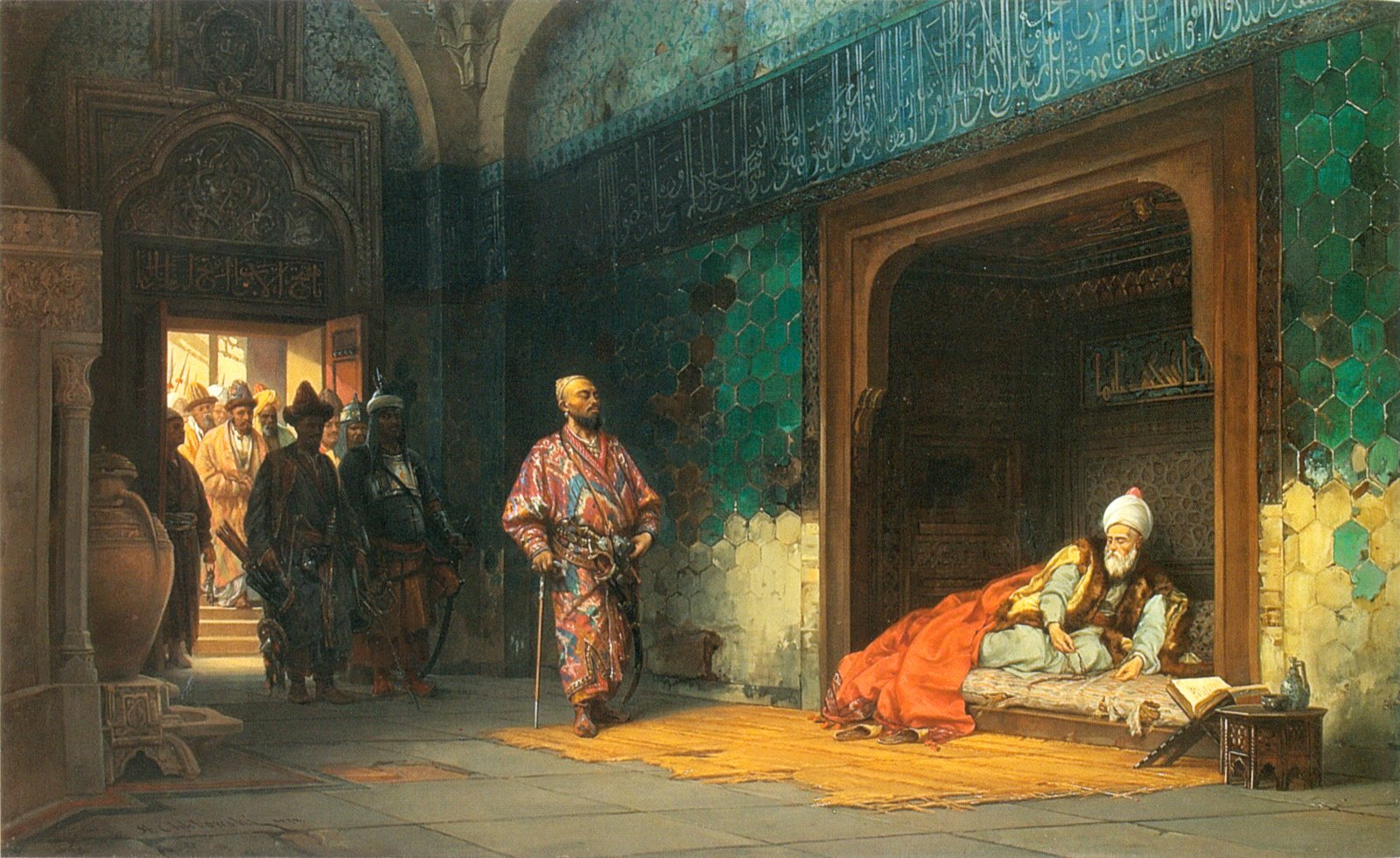
Sultan Bayezid I. als Timurs Gefangener (Historiengemälde von Stanislaus von Chlebowski, 1878)

Bayezid starb 1403 in mongolischer Gefangenschaft. Einer Legende nach beging der Sultan Selbstmord, weil er die Niederlage und die dadurch erlittene Schmach nicht ertragen konnte. Ein Umstand, der diese These stützen könnte, ist die Tatsache, dass Bayezid bei seinem Tod erst 42 Jahre alt war.
Timur stieß weiter nach Westen vor, setzte entlang der ägäischen Küste Emire ein, wie etwa in Aydin, und selbst das von den Johannitern gehaltene Smyrna (Izmir) wurde besetzt. Jedoch wandte sich Timur daraufhin wieder ostwärts, um seine Pläne zur Eroberung Chinas aufzunehmen.
Für den Aufstieg des Osmanischen Reiches zum Weltreich blieb die schwere Niederlage bei Ankara letztlich nur eine Episode, zumal Timur bereits 1405 starb. Dem von den Osmanen bedrängten Byzantinischen Reich brachten der Ausgang der Schlacht und ihre Folgen eine kurze Atempause. Kurzzeitig konnte es die Situation nutzen, um den Osmanen einige kleinere Gebiete, vor allem im Süden Griechenlands, wieder abzunehmen. Nach Beendigung ihres Bürgerkriegs konnten die wiedererstarkten Osmanen ihre Expansion jedoch wieder aufnehmen und zur Eroberung des verbliebenen byzantinischen Reichsgebietes ansetzen.